# Pumpenkünste der Klosterrather Gruben

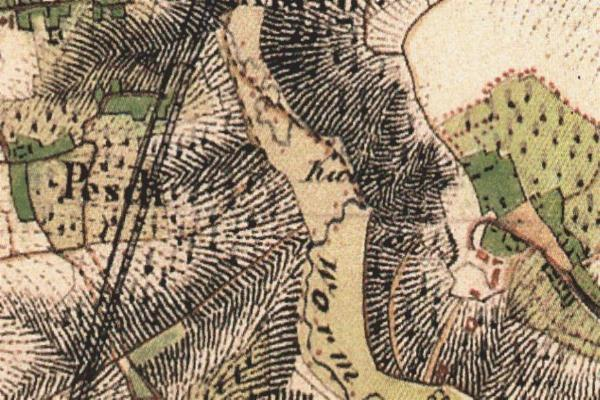
Standort der Klosterrather Gruben

Die Pumpenkünste der Klosterrather Gruben waren über Wasserräder angetriebene Pumpen und Gestänge zur Grubenentwässerung und Grubenfahrt an der  Wurm in der Stadt Herzogenrath in der nordrhein-westfälischen Städteregion Aachen im Regierungsbezirk Köln.

## Geographie
Die Pumpenkünste der Klosterrather Gruben hatten ihre Standorte an der Wurm, im Herzogenrather Stadtteil Pesch, in Nähe der heutigen Kläranlage. Mehrere Wasserräder standen auf einer Höhe von ca. 118 m über NN. Oberhalb lag die Pumpenkunst in der Grube Furth, unterhalb befand sich die Bannmühle in Herzogenrath.

## Gewässer
Die Wurm versorgte auf einer Flusslänge von 53 km zahlreiche Mühlen mit Wasser. Die Quelle der Wurm liegt südlich von Aachen bei 265 m über NN, die Mündung in die Rur ist bei der Ortschaft Kempen in der Stadt Heinsberg bei 32 m über NN.

## Geschichte
Zu welchem Zeitpunkt im Aachener Revier die Steinkohle entdeckt wurde, ist unterschiedlich belegt. Sicher ist jedoch, dass seit Anfang des 13. Jh. Steinkohle im Tagebau und in kleinen Schächten abgebaut wurde. Die Menschen hatte schnell begriffen, was für ein wichtiger Brennstoff die Kohle war. Der Klosterrather Mönch, Abt Balduin von Horpuch, ließ schon 1616 für seine Grube am Kohlberg bei Pesch die erste Pumpenkunst an der Wurm errichten. Weitaus größere Anlagen entstanden 1773 für die Klostergruben in Maubach, die ein Wasserrad von 13 m Durchmesser hatte. Die Pumpenkunst wurde in den Gruben bis um 1800 eingesetzt. Nach der Franzosenzeit setzte sich dann fast überall die Dampfkraft durch. Hiermit hatte nun auch die Feuerkunst ihren Platz in der Geschichte gefunden.
Unter Kunst verstand man im Bergbau jede Art von Maschinen, die den Menschen die Arbeit abnahmen und erleichterten. So gab es für die Wasserhaltung in den Gruben die Pumpenkunst. Das waren Pumpen, die mit Wasserkraft angetrieben und über ein mehr oder weniger langes Feldgestänge bewegt wurden.
→ Siehe auch Liste der Mühlen an der Wurm